# Ride Along
Ride Along ist eine US-amerikanische Filmkomödie von Tim Story aus dem Jahr 2014 mit Kevin Hart und Ice Cube in den Hauptrollen.

## Handlung
Der Wachmann Ben Barber möchte Angela, die Schwester des knallharten Cops James Payton, heiraten. James, der Ben für ein Großmaul hält, will ihm die Erlaubnis erst geben, wenn dieser ihn auf einem sogenannten Ride-along begleitet, der gemeinsamen Streifenfahrt eines Polizisten mit einem Zivilisten.
Während der Streife bittet James die Zentrale, ihm alle „126er“ zu geben. Ben soll sich dann um diese „unliebsamen“ Fälle kümmern, die alle Streifenpolizisten möglichst meiden. James sucht derweil nach Informationen, die ihn zum Gangster Omar führen sollen, der in Atlanta gefälschte Pässe schmuggelt.
Bei einem Waffenhandel will James Omar festnehmen, wird dort aber von seinen Partnern Santiago und Miggs verraten, die heimlich für Omar arbeiten. Ben stößt dazu und gibt sich als Omar aus, den bisher keiner der Beteiligten jemals gesehen hat. Dieser taucht jedoch kurz darauf auf und es kommt zu einem Schusswechsel zwischen James und den Gangstern. Santiago, Miggs und Omar können entkommen.
Santiago und Miggs kidnappen daraufhin Angela. Ben und James können sie jedoch aus der Gewalt der Gangster befreien. Omar, Miggs und Santiago werden verhaftet. Am Ende gibt James Ben seine Erlaubnis, Angela zu heiraten.

## Rezeption
Die Kritiken zum Film fielen überwiegend negativ bis durchschnittlich aus. So erhielt der Film bei Rotten Tomatoes eine Durchschnittswertung von 18 %, basierend auf 118 Kritiken. Bei Metacritic erreicht der Film einen Metascore von 41, basierend auf 34 Kritiken.
Der Filmdienst meinte über Ride Along: „Das langatmige Buddy-Movie verlässt sich auf seine plappernd-enervierende Hauptfigur, wärmt aber nur die Klischees und Konventionen des Genres auf und bleibt selbst in den Actionszenen unoriginell und überraschungsarm.“
Im Gegensatz zu den professionellen Kritikern kam der Film bei den Kinobesuchern jedoch sehr gut an und erhielt deshalb bereits am Startwochenende bei CinemaScore eine A-Bewertung. Der Film spielte allein am Startwochenende 41 Mio. US-Dollar ein und belegte für drei Wochen Platz 1 der US-amerikanischen Kinocharts. Insgesamt spielte der Film weltweit über 153 Millionen US-Dollar ein, womit er bei einem Budget von geschätzten 25 Mio. US-Dollar sehr erfolgreich war, was  dem Trend der Kritiken eindeutig zuwiderlief.

## Fortsetzung
Nach dem Erfolg des ersten Films gab Universal Pictures am 18. Februar 2014 bekannt, dass die Fortsetzung erneut unter der Regie von Tim Story inszeniert werden wird. Der Filmstart von Ride Along 2 in den USA war am 15. Januar 2016. In Deutschland kam der Film unter dem Titel Ride Along – Next Level Miami am 21. Januar 2016 in die Kinos.